# Campeonato Mundial de Ginástica Artística de 1962
O XV Campeonato Mundial de Ginástica Artística transcorreu entre os dias 3 e 8 de julho de 1962, na cidade de Praga, Tchecoslováquia (atualmente República Tcheca).

## Eventos
- Individual geral masculino
- Equipes masculino
- Solo masculino
- Barra fixa
- Barras paralelas
- Cavalo com alças
- Argolas
- Salto sobre a mesa masculino
- Individual geral feminino
- Equipes feminino
- Trave
- Solo feminino
- Barras assimétricas
- Salto sobre a mesa feminino

## Medalhistas
Masculino
| Evento           | Ouro | Prata | Bronze |
| Equipes          | Nobuyuki Aihara · Yukio Endo · Takashi Mitsukuri · Takashi Ono · Shuji Tsurumi · Haruhiro Yamashita · Japão · (574,650) | Valeri Kerdimilidi · Viktor Leontjev · Viktor Lissizki · Boris Shakhlin · Pavel Stolbov · Yuri Titov · União Soviética · (573,150) | Pavel Gajdos · Karel Klecka · Premysl Krbec · Vaclav Kubicka · Ladislav Pazdera · Jaroslav Stastny · Tchecoslováquia · (561,500) |
| Individual geral | Yuri Titov · União Soviética · (115,650)                                                                                | Yukio Endo · Japão · (115,500) | Boris Shakhlin · União Soviética · (115,200)                                                                                     |
| Salto            | Premysel Krbec · Tchecoslováquia · (19,550)                                                                             | Haruhiro Yamashita · Japão · (19,350)                                                                                              | Yukio Endo · Japão · Boris Shakhlin · União Soviética · (19,225)                                                                 |
| Solo             | Aihara Nobuyuki · Yukio Endo · Japão · (19,500)                                                                         | nenhum | Franco Menichelli · Itália · (19,450)                                                                                            |
| Cavalo com alças | Miroslav Cerar · Iugoslávia · (19,750)                                                                                  | Boris Shakhlin · União Soviética · (19,375)                                                                                        | Yu Lifeng · Iugoslávia · Takashi Mitsukuri · Japão · (19,300)                                                                    |
| Barras paralelas | Miroslav Cerar · Iugoslávia · (19,625)                                                                                  | Boris Shakhlin · União Soviética · (19,600)                                                                                        | Yukio Endo · Japão · (19,500) |
| Argolas          | Yuri Titov · União Soviética · (19,875)                                                                                 | Yukio Endo · Japão · Boris Shakhlin · União Soviética · (19,455)                                                                   | nenhum |
| Barra fixa       | Takashi Ono · Japão · (19,675)                                                                                          | Pavel Stolbov · União Soviética · Yukio Endo · Japão · (19,625)                                                                    | nenhum |

Feminino
| Evento              | Ouro | Prata | Bronze |
| Equipes             | Polina Astakhova · Lidia Ivanova · Larissa Latynina · Tamara Manina · Sofia Muratova · Irina Pervushina · União Soviética · (384,988) | Eva Bosáková · Věra Čáslavská · Libuse Cmiralova · Hana Růžičková · Ludmilla Švédová · Adolfina Tkačíková-Tačová · Tchecoslováquia · (382,590) | Ginko Abukawa · Keiko Ikeda · Taniko Nakamura · Kiyoko Ono · Toshiko Shirasu · Hiroko Tsuji · Japão · (379,523) |
| Individual geral    | Larissa Latynina · União Soviética · (78,030)                                                                                         | Věra Čáslavská · Tchecoslováquia · (77,732) | Irina Pervushina · União Soviética · (77,465)                                                                   |
| Salto               | Věra Čáslavská · Tchecoslováquia · (19,649)                                                                                           | Larissa Latynina · União Soviética · (19,632)                                                                                                  | Tamara Manina · União Soviética · (19,549)                                                                      |
| Solo                | Larissa Latynina · União Soviética · (19,716)                                                                                         | Irina Pervushina · União Soviética · (19,616)                                                                                                  | Věra Čáslavská · Tchecoslováquia · (19,550)                                                                     |
| Trave               | Eva Bosáková · Tchecoslováquia · (19,499)                                                                                             | Larissa Latynina · União Soviética · (19,416)                                                                                                  | Keiko Ikeda · Japão · Aniko Ducza · Hungria · (19,066)                                                          |
| Barras assimétricas | Irina Pervushina · União Soviética · (19,566)                                                                                         | Eva Bosáková · Tchecoslováquia · (19,3466) | Larissa Latynina · União Soviética · (19,449)                                                                   |

## Quadro de medalhas
| Ordem | País            | Medalha de ouro | Medalha de prata | Medalha de bronze |    |
| ----- | --------------- | --------------- | ---------------- | ----------------- | -- |
| 1     | União Soviética | 6               | 8                | 5                 | 19 |
| 2     | Japão           | 4               | 4                | 5                 | 13 |
| 3     | Checoslováquia  | 3               | 3                | 2                 | 8  |
| 4     | Iugoslávia      | 2               |                  |                   | 2  |
| 5     | China           |                 |                  | 1                 | 1  |
| 5     | Hungria         |                 |                  | 1                 | 1  |
| 5     | Itália          |                 |                  | 1                 | 1  |
| TOTAL | TOTAL           | 15              | 15               | 15                | 45 |